# Scottville (Michigan)
Scottville – miasto w Stanach Zjednoczonych, w stanie Michigan, w hrabstwie Mason.